# Acoma cazieri
Acoma cazieri är en skalbaggsart som beskrevs av Saylor 1948. Acoma cazieri ingår i släktet Acoma och familjen Pleocomidae. Inga underarter finns listade i Catalogue of Life.